# Jack Metcalfe
John Patrick Metcalfe, detto Jack (3 febbraio 1912 – 16 gennaio 1994), è stato un triplista, altista, lunghista  e giavellottista australiano.

## Palmarès

### Olimpiadi
- Bronzo a Berlino 1936 nel salto triplo.

### Giochi dell'Impero Britannico
- Oro a Londra 1934 nel salto triplo.
- Oro a Sydney 1938 nel salto triplo.
- Bronzo a Londra 1934 nel salto in lungo.
- Bronzo a Sydney 1938 nel lancio del giavellotto.